# 夸大妄想

一幅描绘偏执狂现象的漫画。 患有夸大妄想的病人，錯誤地認為自己有著非常高的地位。

夸大妄想（英語：Grandiose delusions，又称或）是擁有夢幻般的信念，相信自己是著名的、全能的、富有的或其他方面非常强大的妄想。夸大妄想通常具有宗教、科幻或超自然的主题，例如，非凡地相信自己是神或名人，或者拥有非凡的才能、成就或超能力。在临床研究中，夸大妄想通常与其他精神障碍同时发生：包括三分之二處於躁狂狀態的雙相障礙患者，一半的精神分裂症患者，以及大部分藥物濫用障礙患者。相對於被害型妄想及幻聽，對夸大妄想的研究相對缺乏。約10％健康的人會有自大思想的經驗，但不完全符合夸大妄想診斷的標準。

## 現患率
研究表示，夸大妄想的嚴重程度，直接關係到個人的高自尊。相對地，抑鬱症和消極的自我評價也有關係。盧卡斯發現，夸大妄想的形成沒有顯著的性別差異。然而，他聲稱「含有特殊成分的妄想」在兩個性別中的比例可能不同。此外，有硏究指出，夸大妄想在至少有中學或高中學歷的人，比接受過較少教育的人較多存在。同樣地，兄弟姐妹中老大比最年輕的較多存在夸大妄想。

## 症狀
根據美國DSM-5對妄想症的診斷標準，夸大妄想的症狀包括以下嚴重誇大的信念： 
- 自我價值
- 權力[6]
- 知識
- 身份
- 與一個神聖或有名的人有特殊的關係[7]。

舉例來說，一個對他的權力或權威擁有虛擬信念的患者，可能會認為他自己是一個執政的君主，值得像皇室一般來對待。不同病人自大妄想的誇大程度存在巨大的差異：例如有些患者會認為自己是女皇、總統的兒子或著名搖滾明星，而其他人沒這麽自我膨脹的，會認為他們是熟練的體育家或演說家。
妄想的膨脹可由幻聽來維持。例如，當患者完整地描述國王給她的加冕，或與國王的婚禮時，它勸告患者是重要的人物（當然是虛構的）。各種形式的幻覺都會出現，誇大和膨脹的妄想是其中一部分。

### 正面的功能
夸大妄想對維持或增加患者的自尊，起着一個非常正面的作用。因此，當試圖修改治療自大的妄想時，有必要考慮去除妄想的後果，這是非常重要的。許多實例證明，自大的妄想適合部份修改，而不是全部去除，允許部份妄想讓自尊被保存下來。例如，患者相信他是一位資深的秘密情報員，從這個信念，他獲得自尊和有意義的感覺。因此，最好不要嘗試全部修改，直到這個自尊感可以從其他地方提供。
在一項針對13,000多名非臨床參與者和近3000名臨床參與者的案例研究中，Isham等發現，從誇大妄想中衍生出的意義的主要來源是：
- 對自我的信心：對自己能力的信念或自我肯定。
- 克服逆境：在克服挑戰或困難情況中尋找目的或意義。
- “偉大的善”：認為行為或信念對社會或世界產生更大的積極影響。
- 快樂：通過帶來喜悅或滿足的經歷或行為尋找意義。
- 支持親人：在為家人或朋友提供照顧或幫助中找到目的。
- 正面社會認知：被正面認知或對社會產生重大影響的重要性。
- 精神層面：通過與精神信仰或實踐的聯繫尋找意義

### 合併症

#### 精神分裂症
精神分裂症是一種精神障礙，其特點是與現實失去聯繫和精神病行為的發生，包括幻覺和妄想（即使有相反證據也持續存在的不真實信念）。妄想可能包括錯誤和持續的想法，即這個人正在被跟蹤或毒害，或者這個人的想法正在被廣播給其他人聽。精神分裂症的妄想通常是對個體試圖解釋其幻覺的反應。經歷反復幻聽的患者可能會產生其他人正在策劃他們的錯覺，並且當他們說他們沒有聽到妄想者認為他或她聽到的聲音時，這是不誠實的。
具體來說，妄想症在偏執型精神分裂症中經常出現誇張的妄想，在這種妄想中，一個人對自己的重要性、個性、知識或權威有一種極其誇張的感覺。例如，該人可能宣布擁有一家大公司，並善意地提出給醫院工作人員開一張500萬美元的支票，只要幫助他們逃離醫院。精神分裂症中其他常見的宏大妄想包括宗教妄想，例如相信一個人是耶穌基督，或穆斯林社會中末日的馬赫迪。

#### 雙相障礙
雙相障礙1型可導致嚴重的情感失調，或情緒狀態從極度低落（抑鬱）搖擺到異常高（躁狂）。在輕躁狂或躁狂中，一些雙相障礙患者可能會有誇大的妄想。在最嚴重的表現中，沒有睡眠、聽覺和其他幻覺的日子，或無法控制的跳躍思想會強化這些妄想。在躁狂症中，這種疾病會影響情緒，也會導致衝動和思維混亂，可以利用它來增加他們的自大感。保護這種妄想也會導致極度煩躁、偏執和恐懼。有時，他們的焦慮可能被誇大了，以至於他們認為別人嫉妒他們，從而破壞了他們的“非凡能力”，迫害他們，甚至密謀奪取他們已經擁有的東西。
絕大多數雙相障礙患者很少出現妄想。通常，當經歷或表現出稱為躁狂症的興奮性增強階段時，他們會體驗到喜悅、憤怒和其他可能失控的強烈情緒，以及誇大的想法或信念。其中一些誇大的想法可以表達為強烈的信念，即患者非常富有或有名，或者具有超人的能力，甚至可能導致嚴重的自殺意念。在最嚴重的形式中，在以前被稱為狂妄自大的情況下，躁鬱症患者可能會聽到支持這些誇大信念的聲音。在他們的妄想中，他們可以相信自己是國王，一個創造性的天才，或者甚至可以因為他們的極端慷慨而消滅世界的貧困。

## 理論與機制
心理學家和精神病學家提出了夸大妄想的多種理論解釋：
- 妄想防禦：防禦心靈免受自尊心降低和抑鬱的影響。
- 情緒一致：誇大積極情緒的結果。

經驗證據在很大程度上支援情感一致的模型，但也提出了其他因素，如推理偏差。誇大的妄想通常與高自尊和自私的歸因風格以及低水準的抑鬱、焦慮和消極的自我評價有關。此外，沒有神經異常的人群的證據表明，重複的積極自我思考可以暫時增加（非妄想）關於自身優越性、重要性或獨特的誇大想法。一項針對雙相障礙患者的功能性磁共振成像（fMRI）研究發現，這種思維與內側前額葉皮質和前扣帶皮質（參與自我相關信息處理的大腦區域）之間的過度連接有關。
定性研究同樣表明，誇大的妄想遠非在消極的自我評價的背景下發生，而是賦予了一種獨特性、目的感和歸屬感，併為不良事件增添了意義。
防禦性假說與非妄想性自戀自大的心理動力學面具模型有很強的相似性，也沒有證據支援。

## 神經生物學
誇大妄想可能與額葉病變有關。顳葉病變主要見於有迫害妄想和內疚妄想的患者，而額葉和額葉病變見於誇大妄想、科塔爾綜合征和被害妄想患者。
一些研究表明，夸大妄想與多巴胺能獎勵通路和其他與獎勵和情緒處理相關的邊緣結構的異常有關。夸大妄想似乎與左顳葉中回和左顳葉的更多背側區域之間的連接受損有關，這些區域構成了預設模式網路的中心樞紐，並介導了多種認知功能（即社會和語言功能）。

## 診斷
患有各種擾亂大腦功能的精神障礙的患者會經歷不同種類的妄想，包括誇大的妄想。誇大妄想通常發生在患有繼發性躁狂症相關綜合征的患者中，例如亨廷頓舞蹈症、帕金森病和威爾遜氏病。繼發性躁狂症也是由左旋多巴胺和異煙肼等物質引起的，這些物質會改變單胺能神經遞質功能。維生素B12缺乏症、尿毒症、甲狀腺功能亢進症以及類癌綜合征已被發現會導致繼發性躁狂症，從而產生誇大的妄想。
在診斷妄想時，MacArthur-Maudsley妄想評估表用於評估患者。

## 認知治療
患有精神分裂症的病人，自大和宗教的妄念是最不容易被認知行為干預。認知行為治療是心理治療的一種形式，最初用於抑鬱症，但目前適用於不同的精神障礙，希望給痛苦和殘疾的病患提供緩解。在治療過程中，自大的妄念都與病人的基本信念，用推理的方式聯繫起來。一些例子是專注於特定的主題，澄清新詞，及運用聯想的方法。在這個過程中，治療師會一再要求病人解釋，何以從一個主題思想，跳到另一個完全不同的領域。
硏究指出，患有夸大妄想的精神病人，萌生自殺念頭或企圖自殺的風險較低。

## 流行病學
在研究了1000多名不同背景的人時，Stompe等（2006）發現，誇大妄想仍然是僅次於迫害妄想的第二大常見妄想。還觀察到不同文化的精神分裂症患者中浮誇妄想的發生率存在差異。在Appelbaum等人進行的研究中發現，夸大妄想在雙相障礙患者（59%）中比在精神分裂症患者（49%）中更常見，其次是物質濫用障礙患者（30%）和抑鬱症患者（21%）。
有人聲稱雙相障礙的發病年齡與夸大妄想的發生之間存在關係。根據Carlson等人（2000）的研究，在發病時21歲或以下的患者中，有74%出現誇張妄想，而發病時30歲或以上的患者中只有40%出現妄想。

### 流行率
研究表明，誇大妄想的嚴重程度與個人的自尊心較高直接相關，與任何個體抑鬱和負面自我評價的嚴重程度成反比。Lucas等人發現，在建立誇大妄想方面沒有顯著的性別差異。然而，有一種說法是，“誇大妄想的特定內容”在兩性之間可能是可變的。此外，有人指出，至少受過文法或高中教育的人中夸大妄想的存在率高於受教育程度較低的人。同樣，最年長的個體比兄弟姐妹中最小的個體更存在誇大的妄想。